# Atomosia andrenoides
Atomosia andrenoides är en tvåvingeart som beskrevs av Stanley Willard Bromley 1934. Atomosia andrenoides ingår i släktet Atomosia och familjen rovflugor.
Artens utbredningsområde är Guyana. Inga underarter finns listade i Catalogue of Life.